# Pringle Richards Sharratt
Pour les articles homonymes, voir Sharratt.
Pringle Richards Sharratt est un cabinet d'architecture fondé en 1996 par John Pringle, Penny Richards et Ian Sharratt. 
Basé à Londres, le cabinet a travaillé sur des bâtiments publics, des galeries d'art, des musées, des bibliothèques, des archives, des universités et des bâtiments de transport. 

## Projets notables
- Winter Garden & Millennium Galleries, Sheffield (2002)[1],[2],[3]
- Gallery Oldham (2002)[4],[5],[6]
- Oldham Library & Lifelong Learning Centre (2005)
- Herbert Art Gallery and Museum, Coventry (2008)[7]
- Shrewsbury School Music School (2001)[8]
- Pitt Rivers Museum Research Centre and Balfour Library, Oxford University (2006)[9]
- Radcliffe Science Library (en), Oxford University (2007)
- Entrée principale du Victoria and Albert Museum[10], Glass Gallery, Contemporary Glass Gallery[11], Textile Reference Collection, Temporary Exhibition Galleries (1996–2006)
- Real Tennis Court, Middlesex University (1999)
- Carlisle Lane Flats (2005)[12],[13]
- Hull History Centre (en)[14]
- West Ham Bus Garage pour Transport for London (2009)
- Aménagement du bâtiment Palestra et installation de la plus grande pile à combustible interne du Royaume-Uni (Transport For London) (2006-2010)
- Black Cultural Archives (en), Brixton, Londres (2014)